# Premios Ortega y Gasset

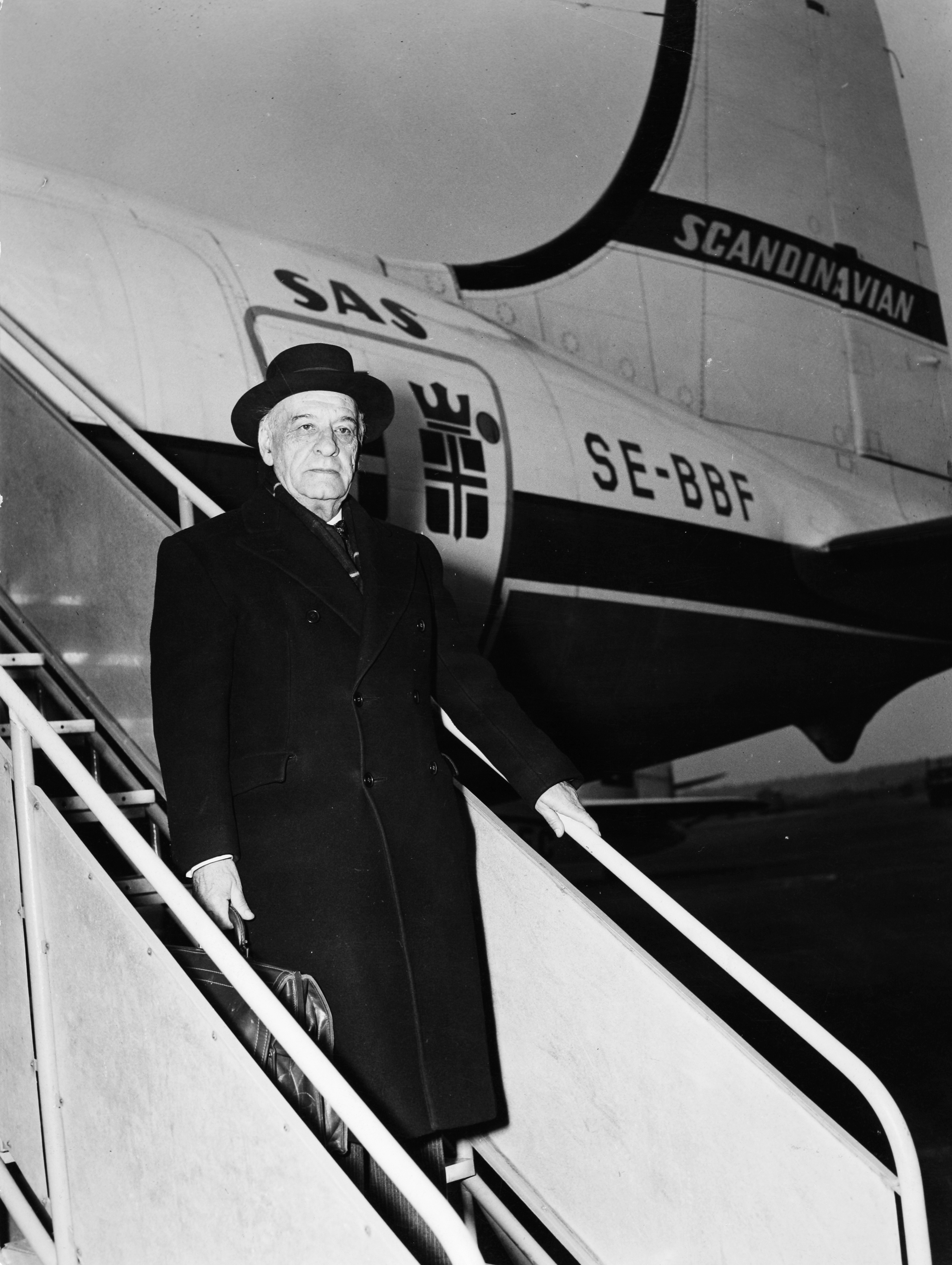
José Ortega y Gasset

Los Premios Ortega y Gasset fueron creados en 1984 por el diario El País en memoria del pensador y periodista español José Ortega y Gasset. Se otorgan a los mejores trabajos publicados en medios de comunicación en español de todo el mundo, primando la defensa de las libertades, la independencia, el rigor, la curiosidad y la pasión de quienes lo ejercen, como valores esenciales del Periodismo. 
El jurado de los premios está formado por personalidades relevantes del sector de la comunicación y de la vida económica, social y cultural. Cada uno de los premios está dotado con 15 000 euros y con un aguafuerte conmemorativo, obra del artista donostiarra Eduardo Chillida. A partir de la edición 2025, la organización entregará la obra "Mondongo", del pintor y escultor felanichero Miquel Barceló.

## Categorías
- La categoría Mejor historia o investigación periodística premia, de acuerdo a criterios de calidad y de rigor periodístico, el mejor texto publicado durante el año anterior, originariamente en español, en un medio de comunicación impreso o digital.
- La categoría Mejor cobertura multimedia premia, de acuerdo con criterios de calidad y de rigor periodístico, el mejor trabajo publicado durante el año anterior, originariamente en español y en formato multimedia, en cualquier medio de comunicación. Se incluyen en esta categoría todos aquellos trabajos publicados en un soporte digital que combinen diferentes narrativas y/o elementos, tales como texto, imagen, vídeo, infografías, etc.
- La categoría Mejor fotografía premia, de acuerdo con criterios de calidad y de rigor periodístico, la mejor fotografía publicada durante el año anterior en un medio de comunicación originariamente en español, sea impreso o digital.
- El Premio Ortega y Gasset a la Trayectoria profesional reconoce la mejor carrera periodística en atención a los méritos profesionales logrados por los participantes.

## Galardonados
1984
- Oscar Raúl Cardoso, Ricardo Kirschbaum y Eduardo van der Kooy

1985
- Joaquín García Cruz y José Luis Salanova Fernández, de La Verdad

1986
- Jordi Bordas y Eduardo Martín de Pozuelo, del equipo de investigación de La Vanguardia

1987
- Rafael Cid (que lo rechazó), Miguel Ángel Liso y José Díaz Herrera, de Cambio 16

1988
- Periodismo impreso: El Espectador
- Periodismo gráfico: Ángel Martínez Colina

1989
- Periodismo impreso: María José Sáez Carrasco
- Periodismo gráfico: Luis Manuel Fernández San Adrián
- Radio: Juan Carlos Rincón, Germán Díaz, Ricardo Esteban, José Domingo Bernal y Wiliam Calderón
- Televisión: Jaume Vilalta y Miquel García Horcajo, de TV3

1990
- Periodismo impreso: José Antonio Pérez, Alfonso Freire, Benito Leiro y Elisa Lois de El Correo Gallego
- Periodismo gráfico: Juantxu Rodríguez
- Radio: Iñaki Gabilondo por el programa Hoy por hoy
- Televisión: equipo de TV3, dirigido por Jordi Muixí, realizado por Pere Grima, montaje: Joe Peire, montaje musical: Adolfo Pérez y Documentación: Roser Mercadé y Elvira Roca-Sastre por " Impressions d'una Dècada", el resumen de la década de los 80.

1991
- Periodismo impreso: Josep Pernau
- Periodismo gráfico: José Luis Pérez

1992
- Periodismo impreso: Manu Leguineche
- Periodismo gráfico: Pere Tordera

1993
- Periodismo impreso: Andrés Oppenheimer
- Periodismo gráfico: Manuel Pérez Barriopedro

1994
- Periodismo impreso: La Nueva España
- Periodismo gráfico: Ricardo Dávila

1995
- Periodismo impreso: José María Irujo y Jesús Mendoza
- Periodismo gráfico: Carles Ribas

1996
- Periodismo impreso: Francisco Artaza y Alejandra Matus, del diario La Nación
- Periodismo gráfico: Emilio Zazu

1997
- Periodismo impreso: Miguel Ángel Ordóñez
- Periodismo gráfico: Pablo Otín

1998
- Periodismo impreso: La Opinión-El Correo de Zamora
- Periodismo gráfico: José Luis Roca

1999
- Mejor labor informativa: Delegación de El País en Bruselas formada por los periodistas Xavier Vidal-Folch y Walter Oppenheimer
- Mejor artículo de opinión: Mario Vargas Llosa
- Mejor trabajo de investigación: Miguel Frau Rovira
- Periodismo gráfico: Enric Martí

2000
- Mejor labor informativa: Ernesto Ekaizer
- Mejor artículo de opinión: Fernando Savater
- Mejor trabajo de investigación: John Carlin
- Periodismo gráfico: Julio Villarino

2001
- Periodismo impreso: José Vales y el equipo de investigación del diario mexicano Reforma.
- Periodismo gráfico: Gorka Lejarcegi
- Trayectoria profesional: El Comercio de Perú.

2002
- Mejor labor informativa: El Nuevo Herald de Miami
- Mejor reportaje: Ángeles Espinosa
- Periodismo gráfico: Andrés Carrasco Ragel

2003
- Mejor labor informativa: A los periodistas españoles destacados en la guerra de Irak, con carácter excepcional
- Mejor artículo de opinión: Roberto Pombo
- Periodismo gráfico: Xurxo Lobato

2004
- Mejor labor informativa: El Nuevo Día de Puerto Rico
- Mejor reportaje: Bru Rovira
- Periodismo gráfico: Sergio Pérez Sanz

2005
- Mejor labor informativa: Leticia Álvarez y Rosana Lanero
- Mejor trabajo de investigación: Giannina Segnini, Ernesto Rivera y  Mauricio Herrera
- Periodismo gráfico: Pablo Torres

2006
- Periodismo impreso: Matías Vallés, Felipe Armendáriz y Marisa Goñi, periodistas del Diario de Mallorca
- Mejor labor informativa: Sandra Balsells
- Periodismo gráfico: Sergio Caro
- Trayectoria profesional: Familia Lozano, fundadora de La Opinión de Los Ángeles

2007
- Periodismo impreso: Roberto Navia
- Periodismo digital: BBC Mundo
- Periodismo gráfico: Desirée Martín
- Trayectoria profesional: Raúl Rivero

2008
- Periodismo impreso: Sanjuana Martínez
- Periodismo digital: Yoani Sánchez
- Periodismo gráfico: Gervasio Sánchez
- Trayectòria profesional: Zeta

2009
- Periodismo impreso: Jorge Martínez Reverte
- Periodismo digital: Amaya García Ortiz de Jocano
- Periodismo gráfico: Adolfo Suárez Illana
- Trayectoria profesional: Tomás Eloy Martínez

2010
- Periodismo impreso: El País
- Periodismo digital: Judith Torrea
- Periodismo gráfico: José Cendón
- Trayectoria profesional: Jean Daniel

2011
- Periodismo impreso: Octavio Enríquez
- Periodismo digital: Carlos Martínez D'Abuisson
- Periodismo gráfico: Cristóbal Manuel Sánchez Rodríguez
- Trayectoria profesional: Moisés Naím

2012
- Periodismo impreso: Humberto Padgett
- Periodismo digital: Carmela Ríos
- Periodismo gráfico: Carlos Jacobo Méndez
- Trayectoria profesional: Harold Evans

2013
- Periodismo impreso: Alberto Salcedo Ramos
- Periodismo digital: Juan Ramón Robles
- Periodismo gráfico: Emilio Morenatti
- Trayectoria profesional: Jesús de la Serna

2014
- Periodismo impreso: Pablo Ferri Tórtola, Alejandra Sánchez Inzunza y José Luis Pardo
- Periodismo digital:  Álvaro de Cózar, Mónica Ceberio, Cristina Pop, Luis Almodóvar, Álvaro de la Rúa, Paula Casado, Fernando Hernández, Ana Fernández, Rubén Gil, José María Ocaña, Gorka Lejarcegi, Gema García y Mariano Zafra
- Periodismo gráfico: Pedro Armestre
- Trayectoria profesional: Alan Rusbridger

2015
- Periodismo impreso: Pedro Simón y Alberto Di Lolli
- Periodismo digital: Gerardo Reyes Copello
- Periodismo gráfico: José Palazón
- Trayectoria profesional: Teodoro Petkoff[36]

2016
- Mejor historia o investigación periodística: Joseph Zárate Salazar
- Mejor cobertura multimedia: Lilia Saúl y Ginna Morelo
- Mejor fotografía: Samuel Aranda
- Trayectoria profesional: Adam Michnik

2017
- Mejor historia o investigación periodística: El Periódico de Catalunya
- Mejor cobertura multimedia: Univision Noticias
- Mejor fotografía: Yander Alberto Zamora
- Trayectoria profesional: Alma Guillermoprieto

2018
- Mejor historia o investigación periodística: Animal Político
- Mejor cobertura multimedia: Univision Noticias
- Mejor fotografía: David Armengou y Marcela Miret
- Trayectoria profesional: Soledad Gallego-Díaz

2019
- Mejor historia o investigación periodística: Los muertos que me habitan
- Mejor cobertura multimedia: La generación del hambre (El Pitazo de Venezuela).
- Mejor fotografía: Vincent West
- Trayectoria profesional: Darío Arizmendi

2020
- Mejor historia o investigación periodística: Transnacionales de la fe, Centro Latinoamericano de Investigación Periodística
- Mejor cobertura multimedia: Aragón, pueblo a pueblo (Heraldo de Aragón)
- Mejor fotografía: María de Jesús Peters
- Trayectoria profesional: Mónica González Mujica

2021 (38ª edición)
- Mejor historia o investigación periodística: Las mujeres que ganaron al desierto, por Isabela Ponce (Ecuador, 1988), describe la lucha de cuatro mujeres en una zona semidesértica de Ecuador para llevar agua a sus cultivos. Fue publicado en el medio ecuatoriano GK, especializado en medio ambiente, transparencia y género.
- Mejor cobertura multimedia: "Un salón, un bar y una clase", publicado por Mariano Zafra (Pamplona) y Javier Salas (Madrid) en El País, utiliza la narrativa visual para explicar de manera muy sencilla cómo las medidas sanitarias frenan el contagio del coronavirus en tres escenarios diferentes muy cotidianos.
- Mejor fotografía: Cumpleaños, realizado por Brais Lorenzo (Orense, 1986), de la Agencia EFE, con una imagen en la que se ve a una mujer nonagenaria, Elena Pérez, celebrando sus 98 años dentro de una residencia para ancianos en Orense, Galicia.
- Trayectoria profesional: Carlos Fernando Chamorro Barrios (Nicaragua, 1955/1956), periodista de investigación nicaragüense. Actualmente dirige el medio Confidencial, presenta el programa de televisión "Esta semana" y es miembro del Consejo Rector de la Fundación Gabo para el periodismo iberoamericano.

2022 (39ª edición)
- Mejor historia o investigación periodística: La pederastia en la Iglesia española, publicada en el diario El País, se trata de un trabajo realizado por una decena de periodistas del diario, liderados por Íñigo Domínguez y Julio Núñez desde 2018. Una investigación de largo aliento que destapó más de 400 casos, gracias también a la participación ciudadana para abarcar el tema de una manera más concreta.
- Mejor cobertura multimedia: El reto tras la masacre: memoria, verdad, justicia y no repetición, publicado por el medio nicaragüense Divergentes, analiza la situación de represión que se vive en Nicaragua bajo el régimen de Daniel Ortega.
- Mejor fotografía: Sashenka Gutiérrez, de la Agencia Efe México, se hace con este reconocimiento por una imagen tomada a Sandra Monroy, paciente de cáncer que se sometió a una mastectomía bilateral que le salvó la vida. El valor de esta fotografía para el jurado es el inusual retrato de una intimidad cruda, que afecta a tantas mujeres en el mundo.
- Trayectoria profesional: David Beriáin y Roberto Fraile, dos periodistas que fallecieron en Burkina Faso el 26 de abril de 2021. Reconocimiento al compromiso de ambos con la profesión ejerciendo una cobertura de los conflictos olvidados. Se trata del primer premio Ortega y Gasset que se otorga a título póstumo, como un homenaje a todos los periodistas que mueren ejerciendo su profesión.

2023 (40ª edición)
- Mejor historia o investigación periodística: Una familia que no debe nada huye del Régimen de Excepción, de Julia Gavarrete y publicado en El Faro de El Salvador, se trata de un reportaje que narra la huida de una familia salvadoreña por el temor a ser condenados por un delito por el que ya fueron absueltos.
- Mejor cobertura multimedia: Río Congo, de Xavier Aldekoa y publicado en La Vanguardia, es una serie de reportajes que se compone de un viaje con ocho paradas a lo largo de los 4.700 kilómetros del río Congo.
- Mejor fotografía: Santi Palacios, la imagen del fotoperiodista muestra la muerte en Bucha. El reconocimiento de la misma se fundamenta en la calidad y la información que lleva con ella, ya que se puede observar la devastación que dejó el ejército de Putin tras su paso por la localidad ucraniana.
- Trayectoria profesional: Martín Caparrós, periodista y cronista argentino es galardonado por su trabajo en el oficio como referente de la gran crónica escrita en lengua española.